# Budy (powiat grudziądzki)
Budy – wieś w Polsce położona w województwie kujawsko-pomorskiem, w powiecie grudziądzkim, w gminie Rogóźno, nad zachodnim brzegiem Jeziora Środkowego.

## Podział administracyjny

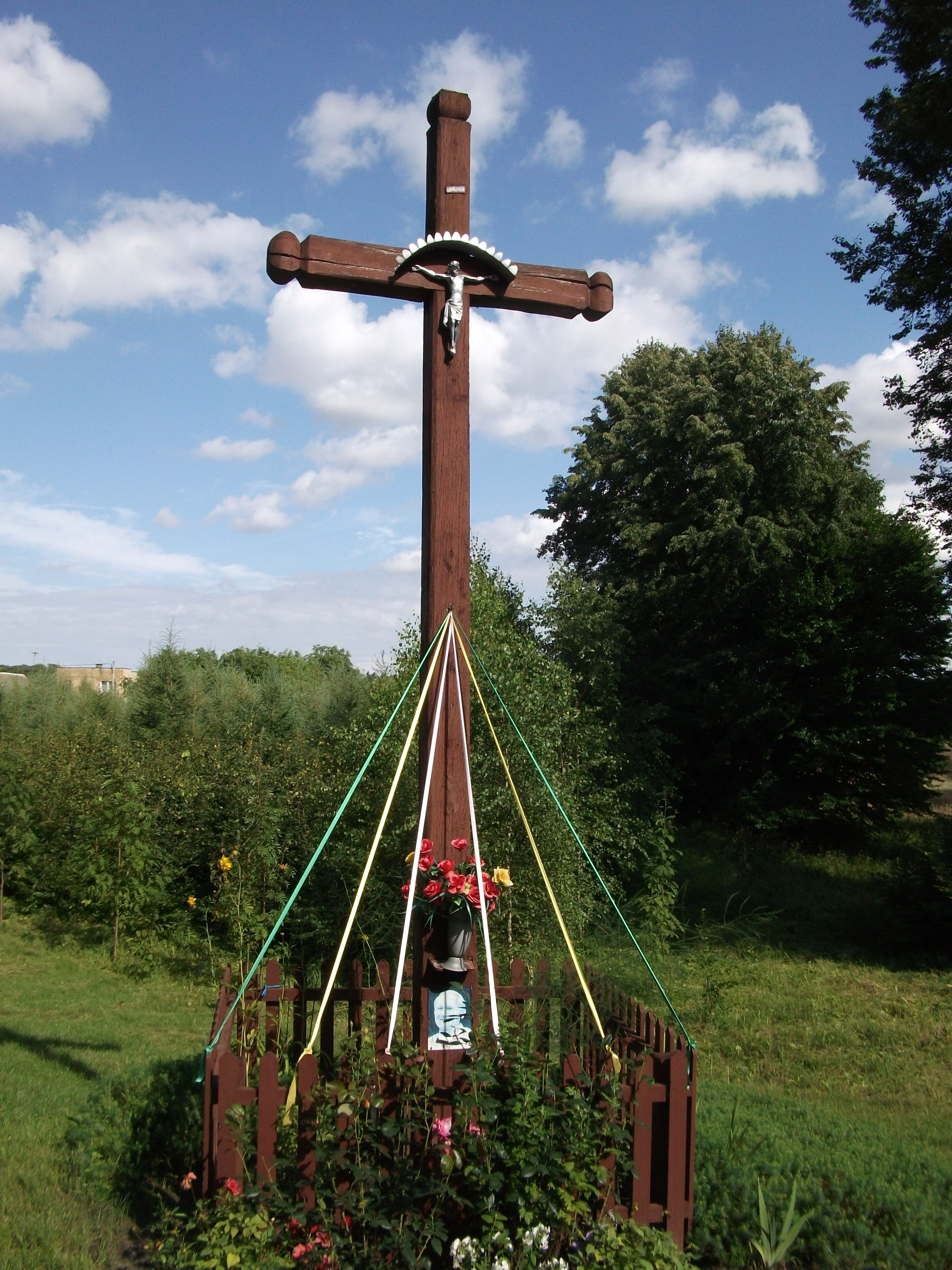
Przydrożny krzyż w Budach

W latach 1975–1998 miejscowość należała administracyjnie do województwa toruńskiego.

## Demografia
Według Narodowego Spisu Powszechnego (III 2011 r.) wieś liczyła 80 mieszkańców. Jest najmniejszą miejscowością gminy Rogóźno.

## Historia
W okresie międzywojennym ulokowano tu placówkę Straży Celnej.